# Trượt tuyết đổ đèo tại Thế vận hội Mùa đông 2018 - Vòng loại
Dưới đây là các quy định xét tư cách tham dự và phân bổ số suất của môn trượt tuyết đổ đèo tại Thế vận hội Mùa đông 2018.

## Quy tắc xét tư cách

### Số suất
Có tối đa 320 vận động viên được phép tranh tài tại Thế vận hội. Một quốc gia có tối đa 22 vận động viên, trong đó tối đa 14 nam và 14 nữ. Mỗi quốc gia chỉ được đăng ký một đội trong nội dung đồng đội.

### Chuẩn A
Chuẩn A đòi hỏi vận động viên phải nằm trong top 500 ở bất kỳ nội dung nào nằm trong danh sách FIS Points được công bố sau khi vòng loại kết thúc vào ngày 21 tháng 1 năm 2018. Vòng loại bắt đầu từ 1 tháng 7 năm 2017.

### Chuẩn B
Các ủy ban Olympic quốc gia (NOC) nếu không có vận động viên đạt chuẩn A có thể cử một vận động viên ở mỗi giới tính trong các nội dung slalom và/hoặc giant slalom. Các vận động viên này phải có tối thiểu 140 điểm FIS trong danh sách FIS Points vào ngày 21 tháng 1 năm 2018.
Points List được tính bằng điểm trung bình ở năm giải đấu đối với các nội dung kỹ thuật (giant slalom và slalom) và ba giải đấu của các nội dung tốc độ (downhill, super G, và super combined).

### Tư cách tham dự
| Olympic Points List (chuẩn A) | Downhill | Super G  | Super Combined | Slalom   | Giant Slalom |
| ----------------------------- | -------- | -------- | -------------- | -------- | ------------ |
| Xếp hạng <=500 trong DH       | <80 điểm | <80 điểm | <80 điểm       | 140 điểm | 140 điểm     |
| Xếp hạng <=500 trong SG       |          | <80 điểm |                | 140 điểm | 140 điểm     |
| Xếp hạng <=500 trong SC       |          |          | <80 điểm       | 140 điểm | 140 điểm     |
| Xếp hạng <=500 trong GS, SL   |          |          |                | 140 điểm | 140 điểm     |
| Chuẩn B                       |          |          |                | 140 điểm | 140 điểm     |

### Phân bổ số suất
Số suất cơ bản
Mỗi quốc gia được trao một suất của nam và của nữ đáp ứng chuẩn B.
Chủ nhà
Chủ nhà (Hàn Quốc) được trao thêm một suất ở mỗi giới tính, nhưng phải đủ điều kiện như trên.
Top 30 trong Points List
Các quốc gia có ít nhất một vận động viên nam và/hoặc nữ trong top 30 của bất kỳ nội dung nào sẽ được trao thêm một suất nam và/hoặc nữ trong số suất cơ bản. Nếu một vận động viên nằm ở trong top 30 của nhiều hơn một nội dung, một suất thứ hai sẽ được bổ sung cho giới tính đó hoặc nếu có hai vận động viên khác nhau trong top 30.
Các suất còn lại
Các suất còn lại được phân bổ theo danh sách phân bổ Thế vận hội vào ngày 22 tháng 1 năm 2018. Các suất được phân bổ cho tới khi đạt đủ 320 suất. Khi các quốc gia đạt giới hạn, các vận động viên còn lại sẽ bị loại. Danh sách gồm các vận động viên trong top 500 trong hai nội dung xuất sắc nhất của người đó (cả nam và nữ).
Một vận động viên chỉ được tính một lần đối với tiêu chí trên. Ví dụ như nếu một quốc gia chỉ có một vận động viên đáp ứng cả ba tiêu chí phía trên thì chỉ có một suất được trao (không phải 3).
Nội dung đồng đội
Top 16 quốc gia tại bảng xếp hạng FIS World Cup Nations tính tới 22 tháng 1 năm 2018 sẽ được phép cử một đội tuyển gồm 2 nam và 2 nữ tham dự nội dung đồng đội. Nếu Hàn Quốc không nằm trong top 16, thì top 15 cùng với Hàn Quốc sẽ tham dự. Các quốc gia chỉ có 3 vận động viên vượt qua vòng loại nội dung cá nhân sẽ được trao thêm một suất thứ tư cho nội dung đồng đội.

## Tổng quan vòng loại
| Quốc gia                     | Nam | Nữ | Bổ sung | ND đồng đội | Số VĐV |
| ---------------------------- | --- | -- | ------- | ----------- | ------ |
| Albania                      | 1   | 1  |         |             | 2      |
| Andorra                      | 1   | 1  | 1       |             | 3      |
| Argentina                    | 1   | 1  |         |             | 2      |
| Armenia                      | 1   |    |         |             | 1      |
| Úc                           | 1   | 1  | 1       |             | 3      |
| Áo                           | 3   | 3  | 16      | X           | 22     |
| Azerbaijan                   | 1   |    |         |             | 1      |
| Belarus                      | 1   | 1  |         |             | 2      |
| Bỉ                           | 1   | 1  | 2       |             | 4      |
| Bosna và Hercegovina         | 1   | 1  |         |             | 2      |
| Bolivia                      | 1   |    |         |             | 1      |
| Brasil                       | 1   |    |         |             | 1      |
| Bulgaria                     | 1   | 1  | 1       |             | 3      |
| Canada                       | 3   | 3  | 8       | X           | 14     |
| Chile                        | 1   | 1  | 1       |             | 3      |
| Trung Quốc                   | 1   | 1  |         |             | 2      |
| Colombia                     | 1   |    |         |             | 1      |
| Croatia                      | 2   | 2  | 6       |             | 10     |
| Síp                          | 1   |    |         |             | 1      |
| Cộng hòa Séc                 | 2   | 3  | 4       | X           | 9      |
| Đan Mạch                     | 1   |    | 1       |             | 2      |
| Eritrea                      | 1   |    |         |             | 1      |
| Estonia                      | 1   | 1  |         |             | 2      |
| Phần Lan                     | 1   |    | 1       |             | 2      |
| Pháp                         | 3   | 3  | 16      | X           | 22     |
| Gruzia                       | 1   | 1  |         |             | 2      |
| Đức                          | 3   | 3  | 8       | X           | 14     |
| Anh Quốc                     | 2   | 1  | 1       | X           | 4      |
| Hy Lạp                       | 1   | 1  |         |             | 2      |
| Hồng Kông                    |     | 1  |         |             | 1      |
| Hungary                      | 2   | 2  |         | X           | 4      |
| Iceland                      | 1   | 1  |         |             | 2      |
| Iran                         | 1   | 1  |         |             | 2      |
| Ireland                      | 1   | 1  |         |             | 2      |
| Israel                       | 1   |    |         |             | 1      |
| Ý                            | 3   | 3  | 14      | X           | 20     |
| Nhật Bản                     | 1   | 1  | 2       |             | 4      |
| Kazakhstan                   | 1   | 1  |         |             | 2      |
| Kenya                        |     | 1  |         |             | 1      |
| Kosovo                       | 1   |    |         |             | 1      |
| Kyrgyzstan                   | 1   |    |         |             | 1      |
| Latvia                       | 1   | 1  |         |             | 2      |
| Liban                        | 1   | 1  |         |             | 2      |
| Liechtenstein                | 1   | 1  |         |             | 2      |
| Litva                        | 1   | 1  |         |             | 2      |
| Luxembourg                   | 1   |    |         |             | 1      |
| Macedonia                    | 1   |    |         |             | 1      |
| Madagascar                   |     | 1  |         |             | 1      |
| Malaysia                     | 1   |    |         |             | 1      |
| Malta                        |     | 1  |         |             | 1      |
| México                       | 1   | 1  |         |             | 2      |
| Moldova                      | 1   |    |         |             | 1      |
| Monaco                       | 1   | 1  |         |             | 2      |
| Montenegro                   | 1   | 1  |         |             | 2      |
| Maroc                        | 1   |    |         |             | 1      |
| New Zealand                  | 1   | 1  | 1       |             | 3      |
| CHDCND Triều Tiên1           | 2   | 1  |         |             | 3      |
| Na Uy                        | 3   | 3  | 5       | X           | 11     |
| Pakistan                     | 1   |    |         |             | 1      |
| Philippines                  | 1   |    |         |             | 1      |
| Ba Lan                       | 1   | 1  | 1       |             | 3      |
| Bồ Đào Nha                   | 1   |    |         |             | 1      |
| Puerto Rico                  | 1   |    |         |             | 1      |
| România                      | 1   | 1  |         |             | 2      |
| Vận động viên Olympic từ Nga | 3   | 2  |         | X           | 5      |
| San Marino                   | 1   |    |         |             | 1      |
| Serbia                       | 1   | 1  | 1       |             | 3      |
| Slovakia                     | 2   | 3  | 2       | X           | 7      |
| Slovenia                     | 3   | 3  | 5       | X           | 11     |
| Nam Phi                      | 1   |    |         |             | 1      |
| Hàn Quốc                     | 2   | 2  |         | X           | 4      |
| Tây Ban Nha                  | 1   |    | 1       |             | 2      |
| Thụy Điển                    | 3   | 3  | 5       | X           | 11     |
| Thụy Sĩ                      | 3   | 3  | 16      | X           | 22     |
| Thái Lan                     | 1   | 1  |         |             | 2      |
| Đông Timor                   | 1   |    |         |             | 1      |
| Thổ Nhĩ Kỳ                   | 1   | 1  |         |             | 2      |
| Ukraina                      | 1   | 1  |         |             | 2      |
| Hoa Kỳ                       | 3   | 3  | 16      | X           | 22     |
| Uzbekistan                   | 1   |    |         |             | 1      |
| Tổng: 80 quốc gia            | 105 | 82 | 136     | 16          | 323    |

1. ^  IOC quyết định cho phép hai vận động viên nam và một vận động viên nữ của Bắc Triều Tiên tham dự.[2][3]

## Phân bổ
Dưới đây là kết quả phân bổ số suất tính tới 28 tháng 1 năm 2018.

### Nam
| Tiêu chí                                      | Số VĐV/quốc gia | Tổng số VĐV | Đủ điều kiện |
| --------------------------------------------- | --------------- | ----------- | --- |
| Số suất cơ bản + 2 vị trí trong top 30        | 3               | 33          | Áo · Canada · Pháp · Đức · Ý · Na Uy · Vận động viên Olympic từ Nga · Slovenia · Thụy Điển · Thụy Sĩ · Hoa Kỳ |
| Số suất cơ bản + 1 vị trí trong top 30        | 2               | 4           | Croatia · Anh Quốc |
| Số suất cơ bản + 1 suất cho nội dung đồng đội | 2               | 6           | Cộng hòa Séc · Hungary · Slovakia |
| Số suất cơ bản + Chủ nhà                      | 2               | 2           | Hàn Quốc |
| Số suất cơ bản                                | 1               | 58          | Albania · Andorra · Argentina · Armenia · Úc · Azerbaijan · Belarus · Bỉ · Bosna và Hercegovina · Bolivia · Brasil · Bulgaria · Quần đảo Cayman · Chile · Trung Quốc · Colombia · Síp · Đan Mạch · Eritrea · Estonia · Phần Lan · Gruzia · Hy Lạp · Iceland · Iran · Ireland · Israel · Nhật Bản · Kazakhstan · Kyrgyzstan · Kosovo · Latvia · Liban · Liechtenstein · Litva · Luxembourg · Macedonia · Malaysia · México · Moldova · Monaco · Montenegro · Maroc · Hà Lan · New Zealand · Pakistan · Perú · Philippines · Ba Lan · Bồ Đào Nha · Puerto Rico · România · San Marino · Serbia · Tây Ban Nha · Nam Phi · Thái Lan · Đông Timor · Thổ Nhĩ Kỳ · Ukraina · Uzbekistan |
| Xem xét đặc biệt của IOC                      | 2               | 2           | CHDCND Triều Tiên |
| Tổng 76 quốc gia                              |                 | 105         | |

### Nữ
| Tiêu chí                                      | Số VĐV/quốc gia | Tổng số VĐV | Đủ điều kiện |
| --------------------------------------------- | --------------- | ----------- | --- |
| Số suất cơ bản + 2 vị trí trong top 30        | 3               | 36          | Áo · Canada · Cộng hòa Séc · Pháp · Đức · Ý · Liechtenstein · Na Uy · Slovakia · Slovenia · Thụy Điển · Thụy Sĩ · Hoa Kỳ |
| Số suất cơ bản + 1 vị trí trong top 30        | 2               | 4           | Croatia · Hungary |
| Số suất cơ bản + 1 suất cho nội dung đồng đội | 2               | 2           | Vận động viên Olympic từ Nga |
| Số suất cơ bản + Chủ nhà                      | 2               | 2           | Hàn Quốc |
| Số suất cơ bản                                | 1               | 37          | Albania · Andorra · Argentina · Úc · Belarus · Bỉ · Bosna và Hercegovina · Bulgaria · Chile · Trung Quốc · Đan Mạch · Estonia · Phần Lan · Gruzia · Anh Quốc · Hy Lạp · Hồng Kông · Iceland · Iran · Ireland · Nhật Bản · Kazakhstan · Kenya · Latvia · Liban · Liechtenstein · Litva · Madagascar · Malta · México · Monaco · Montenegro · Hà Lan · New Zealand · Perú · Ba Lan · România · Serbia · Tây Ban Nha · Thái Lan · Togo · Thổ Nhĩ Kỳ · Ukraina |
| Xem xét đặc biệt của IOC                      | 1               | 1           | CHDCND Triều Tiên |
| Tổng 54 quốc gia                              |                 | 82          | |

### Suất bổ sung
| Số VĐV/quốc gia | Tổng | Đủ điều kiện                                                                                                   |
| --------------- | ---- | --- |
| 16              | 64   | Áo · Pháp · Thụy Sĩ · Hoa Kỳ                                                                                   |
| 14              | 14   | Ý1 |
| 8               | 16   | Canada1 · Đức1                                                                                                 |
| 6               | 6    | Croatia |
| 5               | 15   | Na Uy1 · Slovenia · Thụy Điển1                                                                                 |
| 4               | 4    | Cộng hòa Séc                                                                                                   |
| 2               | 6    | Bỉ · Nhật Bản1 · Slovakia                                                                                      |
| 1               | 12   | Andorra · Úc · Bulgaria · Chile · Đan Mạch · Phần Lan · Anh Quốc · New Zealand · Ba Lan · Tây Ban Nha · Serbia |
| Tổng            | 136  | |

1. ^  Canada và Nhật Bản từ chối một suất; Đức, Ý và Thụy Điển từ chối hai suất, còn Na Uy từ chối mười suất.

### Các quốc gia khác vẫn còn đủ điều kiện
Trong tổng số 29 suất dành cho việc tái phân bổ, một suất được trao cho Hungary để tham dự nội dung đồng đội. In đậm là các quốc gia nhận lấy các suất còn lại, còn gạch ngang là từ chối.
| Next available NOC Hoa Kỳ · Pháp · Hoa Kỳ · Serbia · Pháp · Croatia · Croatia · Andorra · Slovenia · Serbia · Croatia · Pháp · New Zealand · Anh Quốc · Cộng hòa Séc · Cộng hòa Séc · New Zealand · Slovakia · Ba Lan · Cộng hòa Séc · Vận động viên Olympic từ Nga · Phần Lan · Đan Mạch · Phần Lan · Chile · Slovakia · Bulgaria · Úc · Cộng hòa Séc · Bỉ · Croatia · Croatia · Cộng hòa Séc · Ba Lan · Tây Ban Nha · Bỉ · Slovakia · Tây Ban Nha · Andorra · Andorra · Chile · Latvia |

### Nội dung đồng đội
| Hạng | Hạng hiện tại                | Điểm |
| ---- | ---------------------------- | ---- |
| 1    | Áo                           | 7123 |
| 2    | Thụy Sĩ                      | 5341 |
| 3    | Ý                            | 4436 |
| 4    | Na Uy                        | 4154 |
| 5    | Hoa Kỳ                       | 3060 |
| 6    | Pháp                         | 3002 |
| 7    | Đức                          | 2502 |
| 8    | Thụy Điển                    | 1839 |
| 9    | Slovenia                     | 858  |
| 10   | Liechtenstein                | 601  |
| 11   | Slovakia                     | 587  |
| 12   | Canada                       | 542  |
| 13   | Anh Quốc                     | 230  |
| 14   | Vận động viên Olympic từ Nga | 178  |
| 15   | Croatia                      | 101  |
| 16   | Cộng hòa Séc                 | 97   |
| 17   | Nhật Bản                     | 35   |
| 18   | Serbia                       | 31   |
| 19   | Hungary                      | 18   |
| 20   | Phần Lan                     | 15   |
| 21   | Ba Lan                       | 14   |
| 22   | Hà Lan                       | 12   |
| 23   | Hàn Quốc                     | 4    |

- Liechtenstein, Croatia, Nhật Bản và Serbia từ chối tham dự nội dung đồng đội.